# On and On
Segon àlbum de Jack Johnson. Fou publicat l'any 2003 per Universal Records.
| N. | Títol                         | Durada |
| -- | ----------------------------- | ------ |
| 1  | Times Like These              | 2:22   |
| 2  | The Horizon Has Been Defeated | 2:33   |
| 3  | Traffic in the Sky            | 2:50   |
| 4  | Taylor                        | 3:59   |
| 5  | Gone                          | 2:10   |
| 6  | Cupid                         | 1:05   |
| 7  | Wasting Time                  | 3:50   |
| 8  | Holes to Heaven               | 2:54   |
| 9  | Dreams Be Dreams              | 2:12   |
| 10 | Tomorrow Morning              | 2:50   |
| 11 | Fall Line                     | 1:35   |
| 12 | Cookie Jar                    | 2:57   |
| 13 | Rodeo Clowns                  | 2:38   |
| 14 | Cocoon                        | 4:10   |
| 15 | Mediocre Bad Guys             | 3:00   |
| 16 | Symbol in My Driveway         | 2:50   |